# A Última Semana
A Última Semana foi uma telenovela brasileira lançada em 1 de abril de 1996 pela Rede CNT. O drama foi escrito por Vicente Abreu e dirigido por Lucas Bueno.

## Elenco
- Bernadete Alonso
- Manuela Assunção
- Jefferson Brito
- Sérgio Buck
- Lia de Aguiar
- Luiz Carlos de Moraes… Pôncio Pilatos
- Dênis Derkian… Jesus Cristo
- Abrahão Farc
- Crystiane Fischer
- Walter Forster
- Edgard Franco
- Paulo Giamarini
- Miriam Lins
- Jonas Mello… Caifás
- Martha Meola
- Ariana Messias
- Régis Monteiro
- Zéluiz Pinho
- Eleonora Prado
- Pedro Queiroz
- Daniela Quevedo
- Vidal Ramos
- Marinês Viana
- Elisa Villon